# Deutsche Fünfkampf-Meisterschaft 1978/79

Veranstaltungsort: Dülmen

Die Deutsche Fünfkampf-Meisterschaft 1978/79 war eine Billard-Turnierserie und fand zum 15. und zum letzten Mal vom 22. bis zum 25. März in Dülmen statt.

## Geschichte
Erstmals seit 1954 nahmen wieder mehr als vier Teilnehmer an einer Deutschen Fünfkampfmeisterschaft teil. Der Hauptgrund war, dass die Dichte der Klassespieler deutlich zugenommen hatte. Das zeigt auch das Endergebnis. Hatte Dieter Müller in den letzten Jahren das Turnier immer ungeschlagen gewonnen, so musste er diesmal im letzten Durchgang gegen den führenden Thomas Wildförster gewinnen um seinen Titel zu verteidigen. Müller hatte in den Runden zuvor gegen Norbert Ohagen und Klaus Hose nur Unentschieden gespielt. Wildförster dagegen hatte seine ersten vier Begegnungen gewonnen. Im letzten Match siegte dann Dieter Müller aber klar mit 10:0 und verteidigte seinen Titel. In dem ausgeglichenen Turnier belegte Klaus Hose Platz drei. Da die Portugiesische Tabelle wieder neu angepasst wurde, ist der VGD nicht mit den letzten Meisterschaften zu vergleichen.

## Modus
Reihenfolge der Endrechnung in der Abschlusstabelle:
1. MP = Matchpunkte
2. PP = Partiepunkte
3. VGD = Verhältnismäßiger Generaldurchschnitt
4. BVED = Bester Einzel Verhältnismäßiger Durchschnitt

Bei der Berechnung des VGD wurde die Portugiesische Tabelle vom Oktober 1977 angewendet. Dadurch ist der VGD nicht mehr mit den alten Tabellen vergleichbar.
In der Endtabelle wurden die erzielten Matchpunkte vor den Partiepunkten und dem VGD gewertet.
Unentschiedene Partien in einer Aufnahme wurden mit 2:2 Punkten gewertet. Prolongierte Serien wurden erstellt.

## Abschlusstabelle

Blick in den Turniersaal

Siegerehrung: Dieter Müller, Thomas Wildförster, Klaus Hose, Günter Siebert, Norbert Ohagen

| Legende | Legende                                       |
| --- | --------------------------------------------- |
| Abk. | Bedeutung                                     |
| Pkt. | erzielte Punkte                               |
| Aufn. | benötigte Aufnahmen                           |
| ED | Einzeldurchschnitt                            |
| GD | Generaldurchschnitt                           |
| VGD | Verhältnismässiger Generaldurchschnitt        |
| BMD | Bester Mannschaftsdurchschnitt                |
| BED | Bester Einzeldurchschnitt                     |
| BSD | Bester Satzdurchschnitt                       |
| BEVD | Bester Einzel Verhältnismässiger Durchschnitt |
| HS | Höchstserie                                   |
| MP | Match Points                                  |
| PP | Partie Punkte                                 |
| G-U-V | Gewonnen-Unentschieden-Verloren               |
| SV | Satzverhältnis                                |
| WRP | Weltranglistenpunkte                          |
| | 1. Platz (Gold)                               |
| | 2. Platz (Silber)                             |
| | 3. Platz (Bronze)                             |
| | Bester GD des Turniers/Runde                  |
| | Bester VGD des Turniers/Runde                 |
| | Bester ED des Turniers/Runde                  |
| | Bester BVGD des Turniers/Runde                |
| | Beste HS des Turniers/Runde                   |
| (Evtl. finden nicht alle Begriffe Anwendung oder einige sind nicht aufgeführt. Diese können in der Liste der Karambolage-Begriffe nachgesehen werden.) |                                               |

| Endklassement | Endklassement                  | Endklassement | Endklassement | Endklassement | Endklassement | Endklassement |
| Platz         | Name                           | MP            | PP            | VGD           | BVED          |               |
| ------------- | ------------------------------ | ------------- | ------------- | ------------- | ------------- | ------------- |
| 1             | Dieter Müller (Berlin)         | 8:2           | 35:17         | 117,04        | 215,71        |               |
| 2             | Thomas Wildförster (Velbert)   | 8:2           | 30:20         | 96,35         | 217,16        |               |
| 3             | Klaus Hose (Bochum)            | 5:5           | 27:25         | 83,16         | 131,46        |               |
| 4             | Günter Siebert (Essen)         | 4:6           | 18:32         | 46,73         | 86,69         |               |
| 5             | Norbert Ohagen (Gelsenkirchen) | 3:7           | 23:27         | 66,19         | 142,45        |               |
| 6             | Dieter Wirtz (Düsseldorf)      | 2:8           | 19:31         | 64,27         | 123,98        |               |

## Disziplintabellen
| Plz | Name               | MP   | Pkte. | Aufn. | GD     | BED    | HS  |
| --- | ------------------ | ---- | ----- | ----- | ------ | ------ | --- |
| 1   | Klaus Hose         | 9:3  | 1250  | 14    | 89,28  | 250,00 | 428 |
| 2   | Dieter Müller      | 8:4  | 1004  | 6     | 167,33 | 250,00 | 522 |
| 3   | Thomas Wildförster | 6:4  | 977   | 10    | 97,70  | 250,00 | 287 |
| 4   | Dieter Wirtz       | 5:5  | 944   | 9     | 104,88 | 250,00 | 478 |
| 5   | Norbert Ohagen     | 4:6  | 760   | 10    | 76,00  | 250,00 | 382 |
| 6   | Günter Siebert     | 0:10 | 288   | 17    | 16,94  | -      | 90  |

| Platz | Name               | MP   | Pkte. | Aufn. | GD    | BED    | HS  |
| ----- | ------------------ | ---- | ----- | ----- | ----- | ------ | --- |
| 1     | Klaus Hose         | 10:0 | 750   | 23    | 32,60 | 50,00  | 136 |
| 2     | Dieter Müller      | 8:2  | 698   | 20    | 34,90 | 150,00 | 161 |
| 3     | Thomas Wildförster | 6:4  | 630   | 28    | 22,50 | 37,50  | 126 |
| 4     | Günter Siebert     | 4:6  | 391   | 23    | 17,00 | 50,00  | 146 |
| 5     | Dieter Wirtz       | 2:8  | 439   | 33    | 13,30 | 25,00  | 66  |
| 6     | Norbert Ohagen     | 0:10 | 290   | 21    | 13,80 | -      | 99  |

| Platz | Name               | MP   | Pkte. | Aufn. | GD    | BED   | HS |
| ----- | ------------------ | ---- | ----- | ----- | ----- | ----- | -- |
| 1     | Norbert Ohagen     | 8:2  | 473   | 75    | 6,30  | 25,00 | 98 |
| 2     | Günter Siebert     | 8:2  | 484   | 84    | 5,76  | 7,69  | 31 |
| 3     | Dieter Müller      | 6:4  | 482   | 57    | 8,456 | 16,66 | 65 |
| 4     | Thomas Wildförster | 6:4  | 338   | 40    | 8,450 | 20,00 | 65 |
| 5     | Dieter Wirtz       | 2:8  | 344   | 81    | 4,24  | 5,55  | 31 |
| 6     | Klaus Hose         | 0:10 | 327   | 73    | 4,47  | -     | 32 |

| Platz | Name               | MP  | Pkte. | Aufn. | GD    | BED   | HS  |
| ----- | ------------------ | --- | ----- | ----- | ----- | ----- | --- |
| 1     | Thomas Wildförster | 6:4 | 637   | 19    | 33,52 | 75,00 | 119 |
| 2     | Dieter Wirtz       | 6:4 | 679   | 27    | 25,14 | 75,00 | 98  |
| 3     | Dieter Müller      | 6:4 | 575   | 24    | 23,95 | 50,00 | 115 |
| 4     | Norbert Ohagen     | 6:4 | 530   | 25    | 21,20 | 37,50 | 93  |
| 5     | Klaus Hose         | 4:6 | 501   | 16    | 31,31 | 75,00 | 136 |
| 6     | Günter Siebert     | 2:8 | 404   | 29    | 13,93 | 21,42 | 55  |

| Platz | Name               | MP  | Pkte. | Aufn. | GD    | BED   | HS |
| ----- | ------------------ | --- | ----- | ----- | ----- | ----- | -- |
| 1     | Dieter Müller      | 7:3 | 148   | 185   | 0,800 | 1,034 | 8  |
| 2     | Thomas Wildförster | 6:4 | 121   | 152   | 0,796 | 1,304 | 13 |
| 3     | Norbert Ohagen     | 5:5 | 137   | 171   | 0,801 | 1,000 | 6  |
| 4     | Dieter Wirtz       | 4:6 | 121   | 172   | 0,703 | 1,000 | 5  |
| 5     | Günter Siebert     | 4:6 | 130   | 191   | 0,680 | 0,786 | 5  |
| 6     | Klaus Hose         | 4:6 | 115   | 173   | 0,664 | 1,200 | 5  |